# Pink Cone Geyser
Ne doit pas être confondu avec Pink Geyser.
Pink Cone Geyser est un geyser de type « cône » situé dans le Lower Geyser Basin dans le parc national de Yellowstone aux États-Unis. Il fait partie du Pink Cone Group, dont font aussi partie Bead Geyser, Box Spring, Dilemma Geyser, Labial Geyser, Narcissus Geyser et Pink Geyser.
Les éruptions durent de 1,5 à 2 heures et atteignent une hauteur maximale de 9,1 m. Les éruptions sont espacées de 18 à 25 heures.

## Histoire
Pink Cone a été nommé par le Hayden Survey. Le cône fritté est légèrement rose (en anglais : pink), couleur due à la présence d'oxydes de fer et de manganèse. On trouve la même couleur sur d'autres geysers à proximité, tels que Pink Geyser et Narcissus Geyser, ce qui indique une certaine communauté, mais ils ne semblent pas interagir entre eux.

## Galerie de photos

Images de Pink Cone Geyser
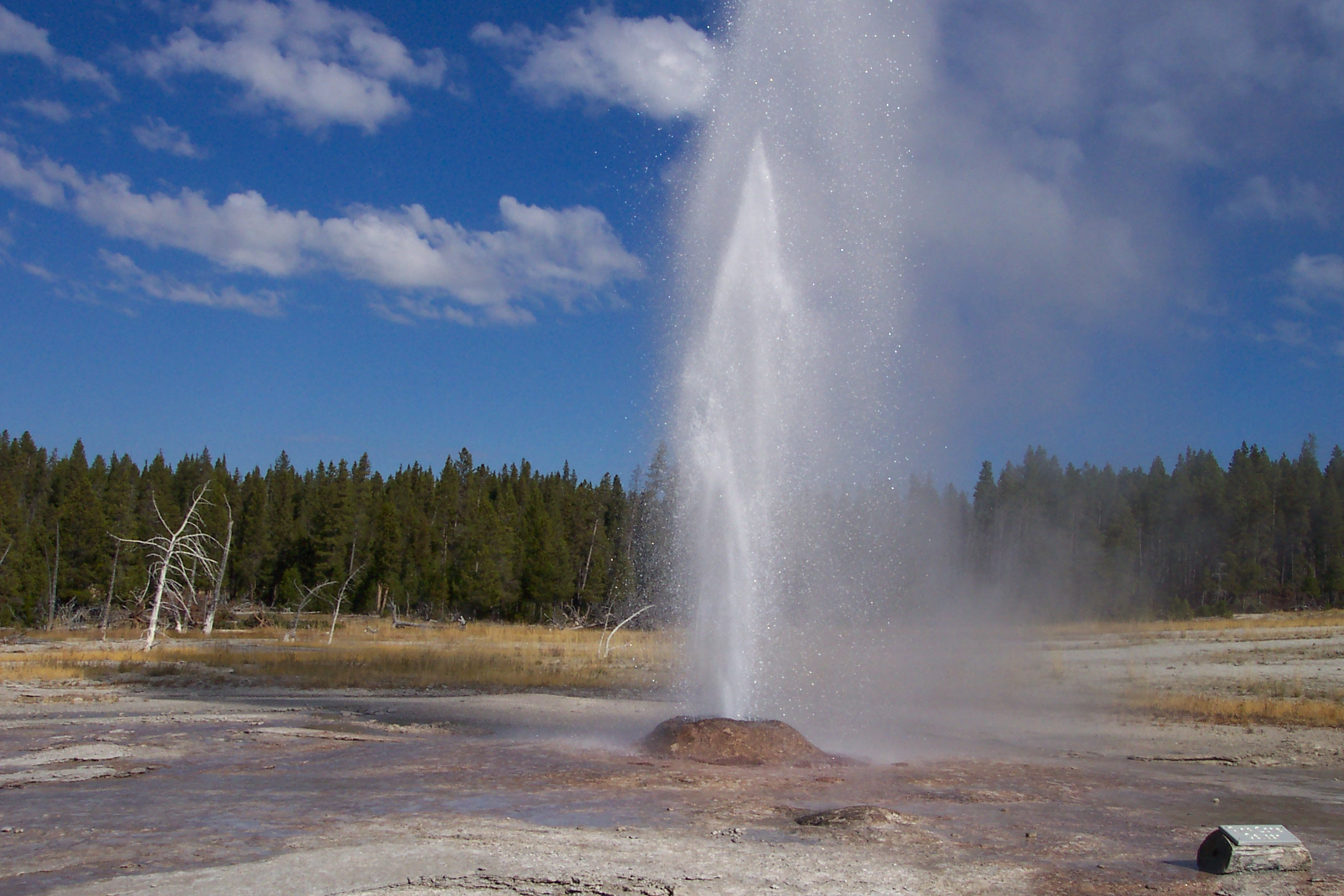
Éruption en 2004.
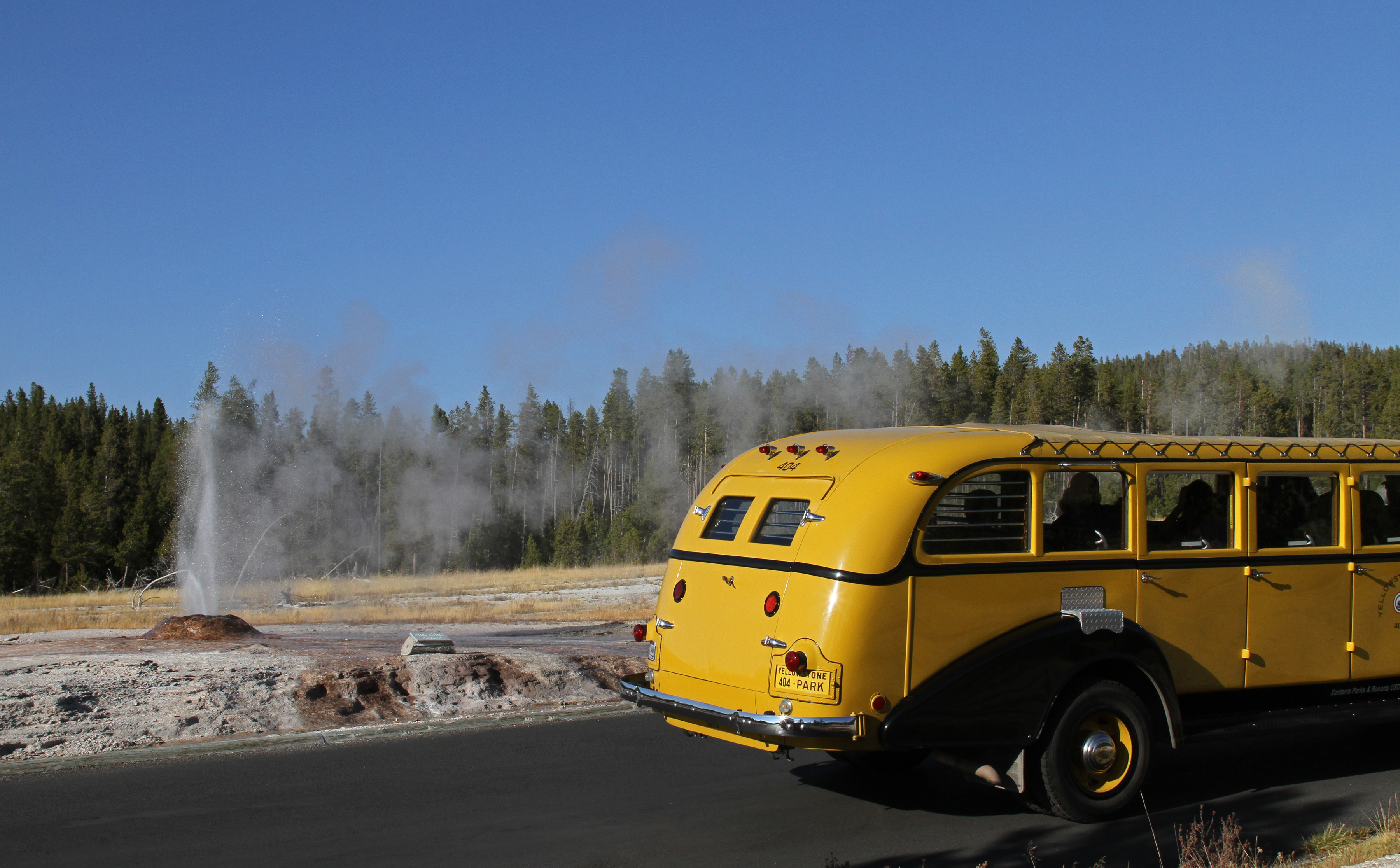
Éruption et bus de visite du parc en 2012.
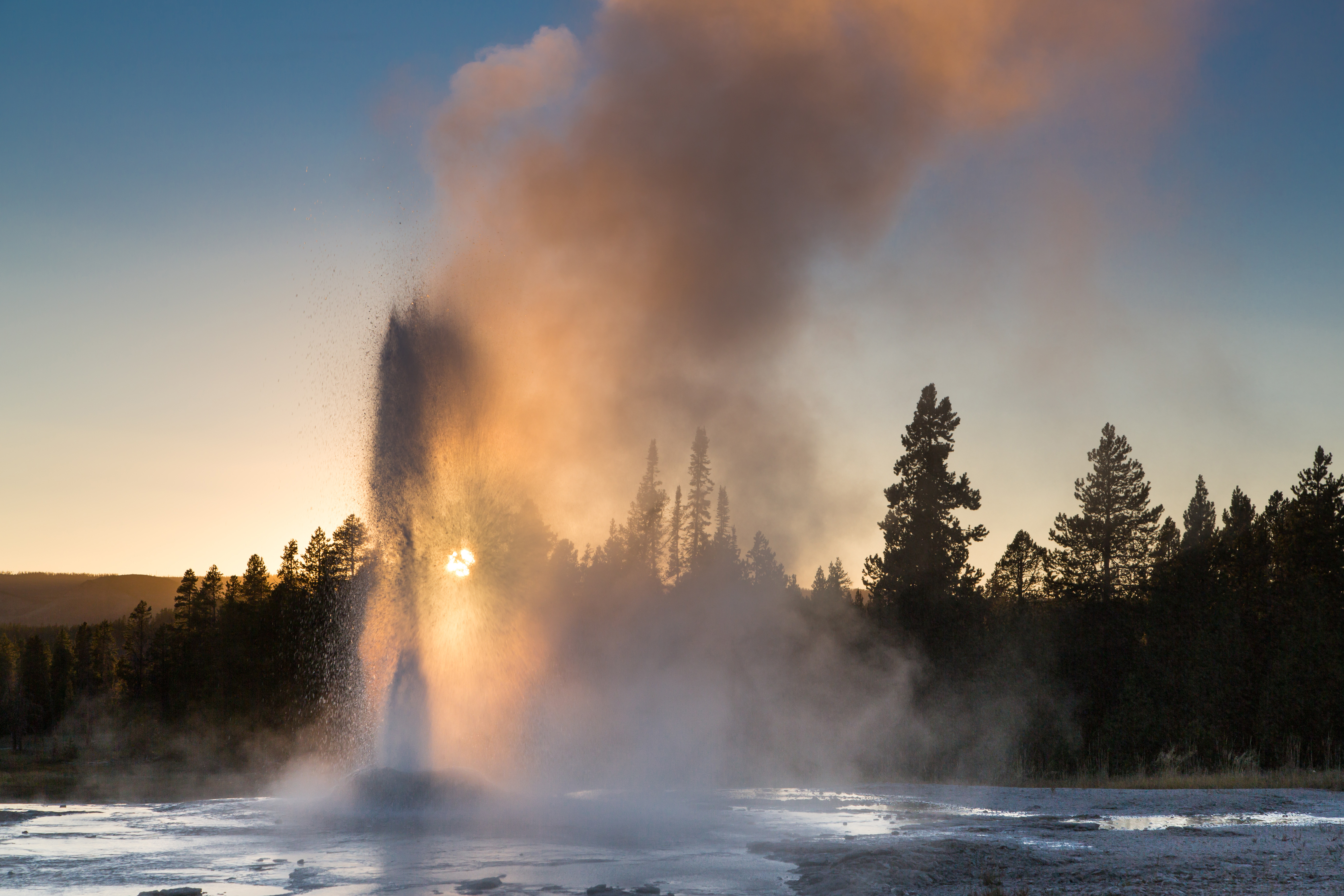
Éruption en 2014.